# PSA World Series Finals der Damen 2016/17
Die 4. PSA World Series Finals der Damen fanden vom 6. bis 10. Juni 2017 in Dubai in den Vereinigten Arabischen Emiraten statt. Austragungsort war die Dubai Opera. Die World Series Finals waren Teil der PSA World Tour der Damen 2016/17 und mit 160.000 US-Dollar dotiert. Parallel fanden vor Ort die PSA World Series Finals 2016/17 der Herren statt.

## Qualifikation
Die acht bestplatzierten Spielerinnen der PSA World Series der Saison 2016/17 qualifizierten sich für diesen Wettbewerb. Qualifizierte Spielerinnen sind fett markiert.
| Legende | Legende       | Legende | Legende      |
| ------- | ------------- | ------- | ------------ |
| 10      | Erste Runde   | 15      | Achtelfinale |
| 25      | Viertelfinale | 40      | Halbfinale   |
| 65      | Finale        | 100     | Sieg         |

| PSA World Series 2016/2017 |                   |                 |                |         |                         |                 |              |                |
| Pl.                        | Spielerin         | Anzahl Turniere | Hong Kong Open | US Open | Tournament of Champions | Windy City Open | British Open | Gesamt- Punkte |
| Pl.                        | Spielerin         | Anzahl Turniere | HKG            | USA     | USA                     | USA             | ENG          | Gesamt- Punkte |
| 1                          | Camille Serme     | 5               | 25             | 100     | 100                     | 40              | 25           | 290            |
| 2                          | Nour El Sherbini  | 5               | 40             | 65      | 40                      | 65              | 40           | 250            |
| 3                          | Laura Massaro     | 5               | 25             | 25      | 65                      | 25              | 100          | 240            |
| 4                          | Raneem El Weleily | 5               | 15             | 40      | 25                      | 100             | 25           | 205            |
| 5                          | Nouran Gohar      | 5               | 100            | 25      | 25                      | 40              | 10           | 200            |
| 6                          | Nicol David       | 5               | 40             | 25      | 25                      | 25              | 40           | 155            |
| 7                          | Sarah-Jane Perry  | 5               | 15             | 15      | 40                      | 15              | 65           | 155            |
| −                          | Amanda Sobhy 1    | 4               | 65             | 40      | 15                      | 25              | –            | 145            |
| 9                          | Alison Waters     | 5               | 15             | 25      | 10                      | 25              | 15           | 120            |
| 10                         | Nour El Tayeb     | 5               | 25             | 15      | 15                      | 10              | 15           | 80             |
| 10                         | Emily Whitlock    | 5               | 15             | 15      | 10                      | 15              | 25           | 80             |
| 12                         | Annie Au          | 5               | 15             | 15      | 15                      | 15              | 15           | 75             |
| 13                         | Donna Urquhart    | 5               | 10             | 15      | 10                      | 10              | 25           | 70             |
| 13                         | Joshna Chinappa   | 5               | 15             | 15      | 15                      | 10              | 15           | 70             |
| 15                         | Joelle King       | 5               | 15             | 15      | 15                      | 10              | 10           | 65             |
| 16                         | Joey Chan         | 5               | 10             | 10      | 10                      | 15              | 15           | 60             |

 1 Amanda Sobhy beendete aufgrund eines Achillessehnenabrisses die Saison vorzeitig.

## Preisgelder und Weltranglistenpunkte
Bei dem Turnier wurden die folgenden Preisgelder für das Erreichen der jeweiligen Runde ausgezahlt. Das Gesamtpreisgeld betrug 160.000 US-Dollar. Weltranglistenpunkte wurden nicht vergeben.
| Runde         | Preisgeld |
| ------------- | --------- |
| Sieg          | 48.000 $  |
| Finale        | 32.000 $  |
| Halbfinale    | 20.000 $  |
| Gruppendritte | 12.000 $  |
| Gruppenvierte | 8.000 $   |

## Finalrunde

### Gruppe A

#### Tabelle
| Pos. | Setzliste | Spielerin         | Spiele | Sätze | Punkte |
| ---- | --------- | ----------------- | ------ | ----- | ------ |
| 1    | 1         | Camille Serme     | 3:0    | 6:3   | 98:84  |
| 2    | 5         | Nouran Gohar      | 2:1    | 5:3   | 84:81  |
| 3    | 4         | Raneem El Weleily | 1:2    | 4:4   | 80:78  |
| 4    | 8         | Alison Waters     | 0:3    | 1:6   | 64:83  |

#### Ergebnisse
| Spielerin         | Spielerin         | Ergebnis           |
| ----------------- | ----------------- | ------------------ |
| Raneem El Weleily | Nouran Gohar      | 11:13, 11:3, 3:11  |
| Camille Serme     | Alison Waters     | 9:11, 11:5, 11:8   |
| Camille Serme     | Nouran Gohar      | 11:6, 12:14, 14:12 |
| Raneem El Weleily | Alison Waters     | 16:14, 11:7        |
| Nouran Gohar      | Alison Waters     | 11:7, 14:12        |
| Camille Serme     | Raneem El Weleily | 11:7, 7:11, 12:10  |

### Gruppe B

#### Tabelle
| Pos. | Setzliste | Spielerin        | Spiele | Sätze | Punkte |
| ---- | --------- | ---------------- | ------ | ----- | ------ |
| 1    | 3         | Laura Massaro    | 2:1    | 5:2   | 72:67  |
| 2    | 2         | Nour El Sherbini | 2:1    | 5:3   | 75:69  |
| 3    | 7         | Sarah-Jane Perry | 2:1    | 4:4   | 77:72  |
| 4    | 6         | Nicol David      | 0:3    | 1:6   | 58:74  |

#### Ergebnisse
| Spielerin        | Spielerin        | Ergebnis          |
| ---------------- | ---------------- | ----------------- |
| Laura Massaro    | Nicol David      | 12:10, 12:10      |
| Nour El Sherbini | Sarah-Jane Perry | 11:9, 9:11, 4:11  |
| Nour El Sherbini | Nicol David      | 11:6, 11:9        |
| Laura Massaro    | Sarah-Jane Perry | 11:6, 14:12       |
| Nicol David      | Sarah-Jane Perry | 11:6, 4:11, 8:11  |
| Nour El Sherbini | Laura Massaro    | 6:11, 12:10, 11:2 |

### Halbfinale
| Spielerin     | Spielerin        | Ergebnis           |
| ------------- | ---------------- | ------------------ |
| Camille Serme | Nour El Sherbini | 17:15, 3:11, 10:12 |
| Laura Massaro | Nouran Gohar     | 12:14, 12:10, 11:7 |

### Finale
| Spielerin        | Spielerin     | Ergebnis          |
| ---------------- | ------------- | ----------------- |
| Nour El Sherbini | Laura Massaro | 8:11, 10:12, 5:11 |